# Il macigno

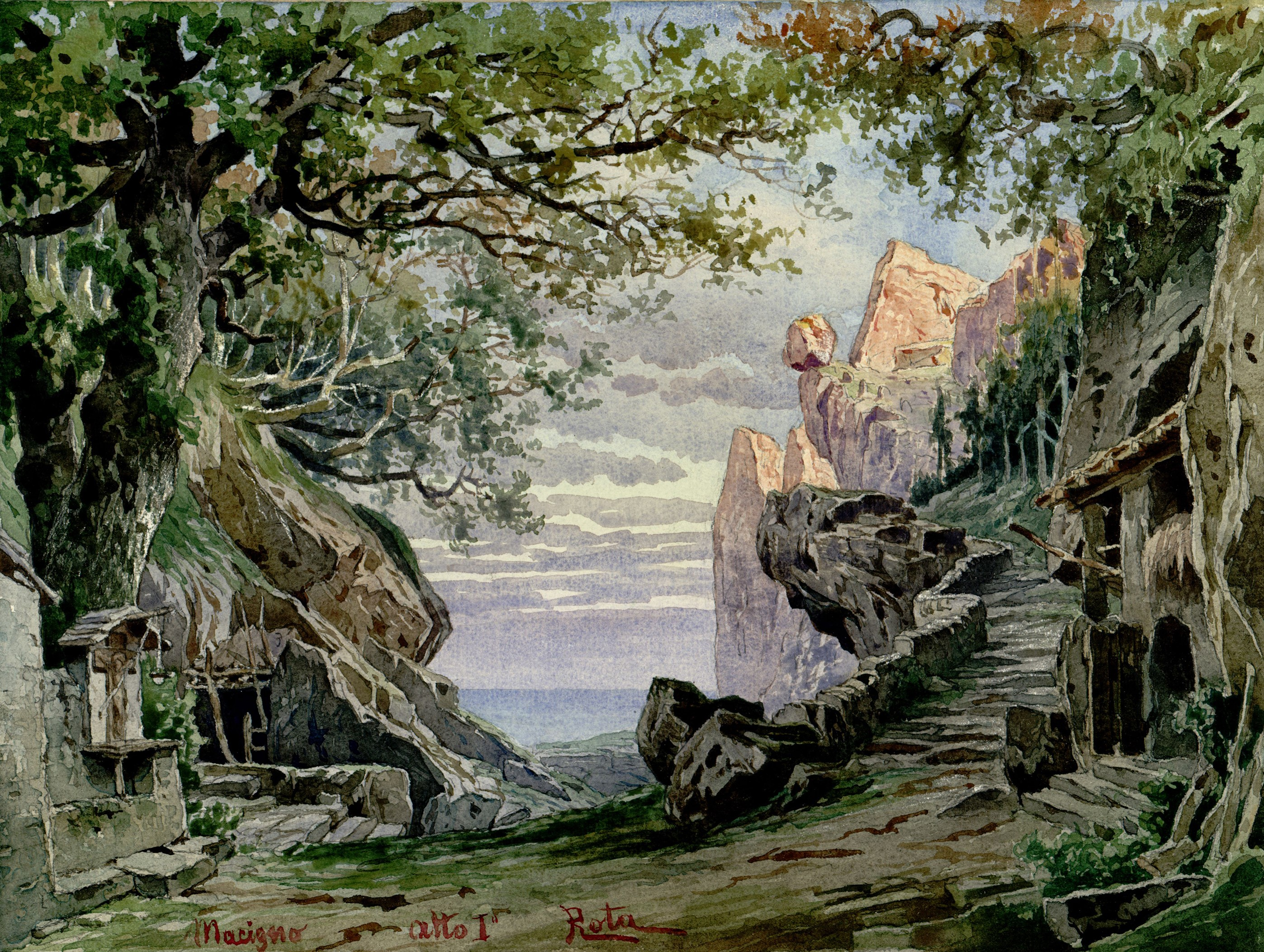
Scénographie par Vittorio Rota

Il macigno est un opéra italien en deux ou trois actes, musique de Victor de Sabata et livret d'Alberto Colantuoni.
Il fut d'abord joué au Teatro alla Scala de Milan, le 31 mars 1917, Puis, en 1935 à Turin, il fut renommé en Driada, et malheureusement disparut dans un incendie consécutif aux attentats à la bombe de la Seconde Guerre mondiale à Milan en 1943 ; il est toutefois resté une partition pour voix et piano, et le livret complet.

## Structure de l'opéra
Premier acte
- Preludio e Introduzione : Chi gunge per Santa Palazia? (Coro, Lionetta, Martano)
- Empirò la tua soglia (Lionetta, Driada, Coro)
- Fiata il vespro sui clivi (Coro)
- Driada, Driada! (Martano, Driada, Búttaro)
- Posa il tuo ferro (Gian della Tolfa, Coro, Martano)
- Per la sera fasciata (Driada, Ibetto)
- A la catasta! (Martano, Driada, Ibetto)

Deuxième acte; première partie
- Levata, s'è la stella – Driada (Ibetto, Driada)
- Scendono! – E la pieve rintocca a mattutino (Lionetta, Donne)
- Genti del monte (Gian della Tolfa, Priore, Coro)
- Falce, mia falce! – (Martano)
- Orsù disciogliete l'abbraccio! (Gian della Tolfa, Martano, Coro, Allodio Fosca, Gancitello)

Deuxième acte; deuxième partie ou Troisième acte
- Giunto sei? (Gianni Ocricchio, Gabaldo di Norcia, Smozzato, Fusco Cammarese, Ibetto)
- Immota sei ma viva, creatura?! (Ibetto, Driada)
- Ah no! È febbre! Follia! (Ibetto, Driada, Martano, Coro)